# Myszołów siwogłowy
Myszołów siwogłowy (Buteo ridgwayi) – gatunek średniej wielkości ptaka z rodziny jastrzębiowatych (Accipitridae), podrodziny jastrzębi (Accipitrinae). Endemiczny dla Dominikany (Wielkie Antyle). Krytycznie zagrożony wyginięciem. Nie wyróżnia się podgatunków.

## Zasięg występowania
Dawny zasięg występowania obejmował całą wyspę Haiti oraz pobliskie wyspy Beata, Alto Velo, Gonâve, Cayemite Islands i Île-à-Vache. Obecnie naturalna populacja zasiedla jedynie północno-wschodnią Dominikanę; od 2009 roku ptak ten jest reintrodukowany na skrajnym wschodzie tego państwa. W 2019 roku myszołowy siwogłowe zaobserwowano na wyspie Petite Cayemite, a w 2020 na Petite Cayemite i Grand Cayemite; były to pierwsze stwierdzenia tych ptaków na terytorium państwa Haiti od 1962 roku, gdy widziano je na wyspie Île-à-Vache.

## Morfologia
Występuje dymorfizm płciowy, samice są większe (co jest charakterystyczne dla szponiastych), lecz nieznacznie różnią się ubarwieniem. Długość skrzydła u samców wynosi 210–235 mm, u samic 236–244 mm; ogona odpowiednio 137–151,5 mm oraz 148,9–163 mm. Skok u samic mierzy 63,2–68,5 mm, a u samców 60,4–65,5 mm. Długość dzioba u 9 zbadanych osobników męskich wynosiła od 17 do 19,7 mm, a u pięciu osobników żeńskich od 19,7 do 21 mm.
Wierzch głowy i kark szare. Grzbiet również szary, lecz ciemniejszy. Pokrywy skrzydłowe I rzędu rudobrązowe. Broda i gardło białawe. Pierś u góry szara, w pozostałych obszarach pokryta rudo-białymi pasami, podobnie jak brzuch i pokrywy podogonowe. Sterówki ciemnoszare z około trzema cienkimi, białymi pasami rozmieszczonymi w regularnych odstępach. Lotki czarne. Nogi i stopy żółte. Dziób szary, woskówka żółta. U samicy pokrywy skrzydłowe rudobrązowe, głowa pokryta biało-brązowym wzorem.

## Ekologia i zachowanie
Gatunek ten wydaje się preferować nienaruszone lasy na nizinach i pogórzach, jednak w rzeczywistości odnotowano go w wielu różnych typach siedlisk, w tym w lasach deszczowych, subtropikalnych lasach suchych i wilgotnych, lasach sosnowych, lasach położonych wśród skał krasowiejących, a nawet w lasach wtórnych i na obszarach rolniczych. Występuje od poziomu morza do 2000 m n.p.m.
Gniazdo to platforma z patyków umieszczona wysoko na drzewie lub palmie w gęstym listowiu. W zniesieniu 1–3 jaja (zwykle 2), są one kredowo-kremowe i mocno upstrzone pomarańczowo-czerwonymi plamami. Wysiaduje głównie samica, choć oboje rodzice zajmują się ochroną gniazda.
Żywi się głównie wężami i jaszczurkami, rzadziej małymi ptakami i ssakami.

## Status, zagrożenia
Według IUCN myszołów siwogłowy posiada status krytycznie zagrożonego wyginięciem (CR, Critically Endangered). Zagrożenie stanowi niszczenie habitatu pod pastwiska lub uprawy roślin, np. kawy, prześladowania ze strony ludzi (uznawany przez rolników za szkodnika atakującego drób), a także porażenia prądem wskutek zderzeń z liniami elektroenergetycznymi. Zasięg występowania gatunku obejmuje jeden obszar chroniony, Park Narodowy Los Haitises. W 2005 monitoringiem objęte było 28 gniazd, z czego cztery zostały zniszczone przez ludzi. Piąte gniazdo zostało porzucone w wyniku próby zabicia przez dwóch okolicznych mieszkańców samicy w trakcie inkubacji. Prawdopodobnie działalność ludzka doprowadziła też do niepowodzenia lęgów w pięciu innych gniazdach.
W 2009 roku populacja liczyła 109 par lęgowych. Dzięki działaniom ochronnym podjętym przez organizację Peregrine Fund liczebność gatunku wzrosła i w 2019 roku liczyła co najmniej 427 osobników, w tym 322 osobniki dorosłe. Do działań ochronnych należy ochrona gniazd i piskląt przed pasożytniczymi muchami z rodzaju Philornis, modernizacja linii elektroenergetycznych, kampanie informacyjne prowadzone wśród lokalnej ludności, wybieranie młodych z gniazd, odchowywanie ich w niewoli, a następnie wypuszczanie na wolność w obszarach, gdzie gatunek ten wcześniej wyginął (głównie na skrajnym wschodzie Dominikany). 